# تاتسویا تاناکا (بازیکن فوتبال، زاده ۱۹۹۲)
تاتسویا تاناکا (ژاپنی: 田中 達也؛ زادهٔ ۹ ژوئن ۱۹۹۲) یک بازیکن فوتبال اهل ژاپن است.
از باشگاه‌هایی که در آن بازی کرده‌است می‌توان به باشگاه فوتبال رواسو کوماموتو، باشگاه فوتبال گیفو، باشگاه فوتبال گامبا اوساکا و باشگاه فوتبال اوئیتا ترینیتا اشاره کرد.